# Torre di Bantine Sale
La Torre di Bantine Sale (o anche Torre Mozza) è una torre costiera situata nel comune di Sassari; assieme alla Torre Negra e alla Torre di Airadu, è una delle tre torri che dominano la baia di Porto Ferro, costruite durante il regno di Filippo II per proteggere l'isola dalle incursioni saracene.

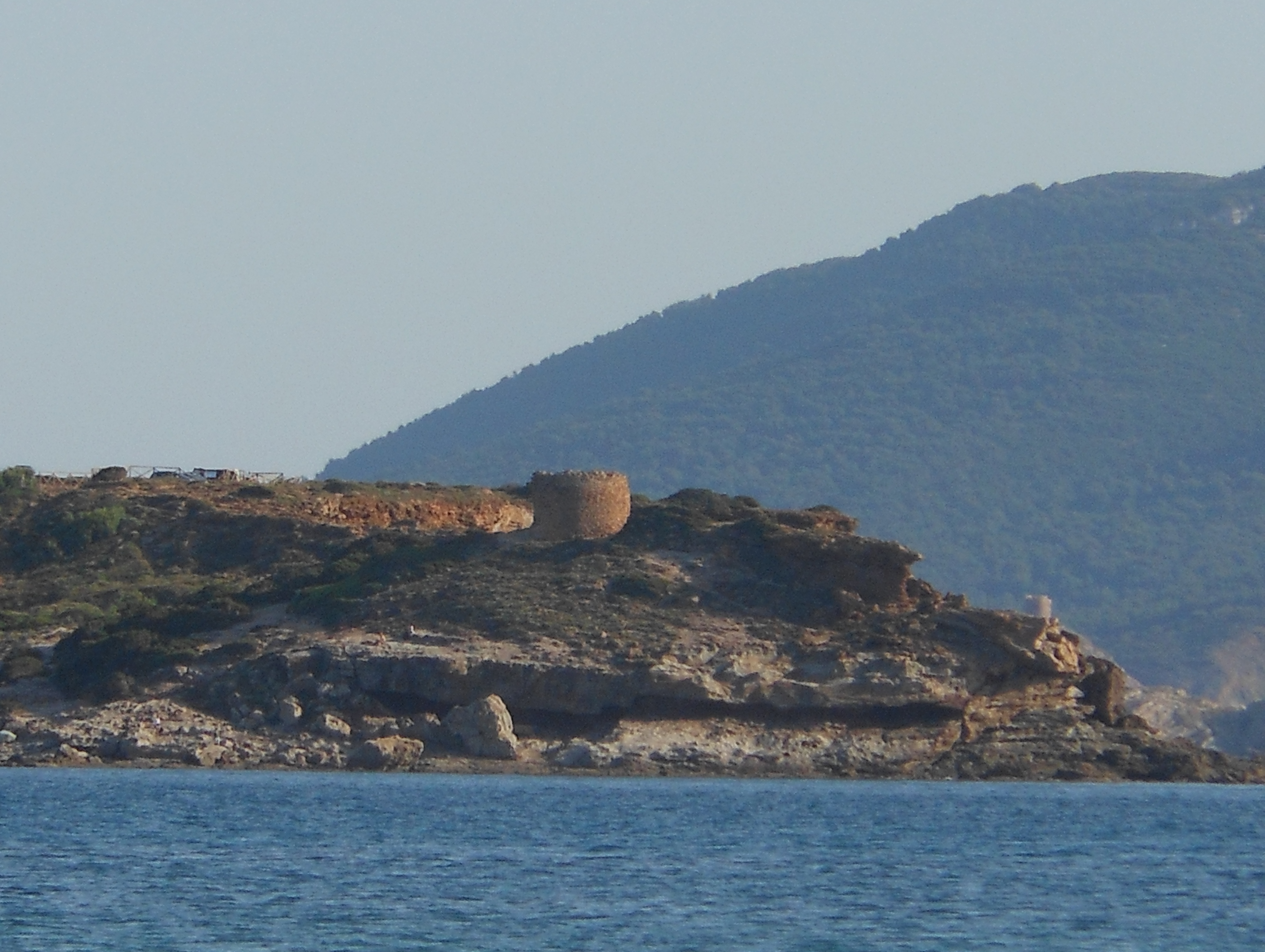
La Torre di Bantine Sale e, in secondo piano, la Torre del Porticciolo

È stata eretta nella prima metà del XVI secolo, e venne probabilmente abbandonata già durante il XVII secolo dato che, nel XVIII, è documentato il suo cattivo stato di conservazione e la mancanza di un presidio, ed è ora ridotta ad un rudere.
La costruzione è di forma cilindrica, realizzata in muratura a sacco con blocchi di arenaria estratti in zona misti a calce; l'esterno era probabilmente scialbato, ma tale rivestimento è stato quasi completamente eroso dal vento. L'ingresso è situato pochi centimetri al di sopra del livello del terreno, e l'interno (ora occupato da terra e detriti, dovuti forse ad un cedimento) era forse analogo a quello delle altre torri, consistente cioè in uno spazio chiuso da una volta a cupola con una scala che permetteva di accedere alla terrazza soprastante.